# Bahnhof Berlin-Buch
Der Bahnhof Berlin-Buch ist ein Bahnhof im Berliner Ortsteil Buch im Bezirk Pankow. Er befindet sich an der Bahnstrecke Berlin–Szczecin. Er wird von den Zügen der Berliner S-Bahn-Linie S2 bedient.

## Lage
Der Bahnhof Buch befindet sich im Berliner Ortsteil Buch im Bezirk Pankow, etwa 15 Kilometer nordöstlich des Stadtzentrum zwei Kilometer vor der Stadtgrenze liegt. Die Station liegt an der Wiltbergstraße. Der Bahnhof Röntgental, der bereits außerhalb von Berlin liegt, befindet sich ca. 2,2 km nordöstlich, der Bahnhof Karow rund 2,7 km südwestlich. Der Bahnhof befindet sich im Tarifbereich Berlin B des Verkehrsverbundes Berlin-Brandenburg.

## Geschichte
Nachdem zu Beginn der 1840er Jahre die Stettiner Bahn in Betrieb genommen worden war, hielt noch kein einziger Zug in Buch. Am 26. Juni 1879 entstand schließlich ein Haltepunkt. Zwischen 1912 und 1914 wurde ein Empfangsgebäude errichtet, dessen Architekten Ernst Schwartz und Karl Cornelius waren. Am 8. August 1924 wurden erste Streckenabschnitte in Berlin elektrifiziert; der Bahnhof Buch zählt auch zu diesen Bahnhöfen. Aufgrund umfangreicherer Kriegsschäden wurde der komplette Betrieb im April 1945 eingestellt. Zwei Monate später, am 11. Juni, folgte die Wiedereröffnung, zuerst fuhren jedoch nur mit Dampf betriebene Züge. Am 13. August 1945 wurde der elektrische S-Bahn-Betrieb wiederaufgenommen.
Im Herbst 1975 brannte es in der Bahnhofshalle. Eine Folge war die komplette Zerstörung der Beleuchtungsanlage. 1985 wurde nun ein neues Aufsichtsgebäude erbaut und ein Jahr später wurde der Bahnsteig rekonstruiert.
Ende der 1980er Jahre wurde ein zweiter Zugang Richtung Süden angelegt, der mit einer Rampe und mit einem Tunnel durch den gesamten Bahndamm ausgestattet ist. Außerdem wurde das Bahnsteigdach verlängert, neue Beton-Bahnsteigkanten entstanden, Richtungsanzeiger wurden installiert und der Bahnhof ist seit diesem Zeitpunkt barrierefrei. Dazu musste der Bahnsteig verbreitert werden. Seit Dezember 1991 herrscht wieder ein durchgängig zweigleisiger Betrieb.
Seit Mitte 2015 erfolgt die Zugabfertigung durch den Triebfahrzeugführer mittels Führerraum-Monitor (ZAT-FM).
Da im Zuge des Bauvorhabens am Karower Kreuz viel Kritik aufkam, befürworteten die Bezirksverordnetenversammlung (BVV) und das Bezirksamt Pankow die Einrichtung eines Regionalhalts am Bahnhof Buch, scheiterten damit aber vor dem Senat. Senatsbaudirektorin Regula Lüscher argumentierte: „Aufgrund der Nähe zum bestehenden Regionalbahnhof Bernau und zum geplanten Turmbahnhof Karower Kreuz wären mit der Einrichtung eines Regionalverkehrshalts in Buch unwirtschaftlich kurze Halteabstände und eine Verlängerung der Reisezeit der durchfahrenden Fahrgäste verbunden“.

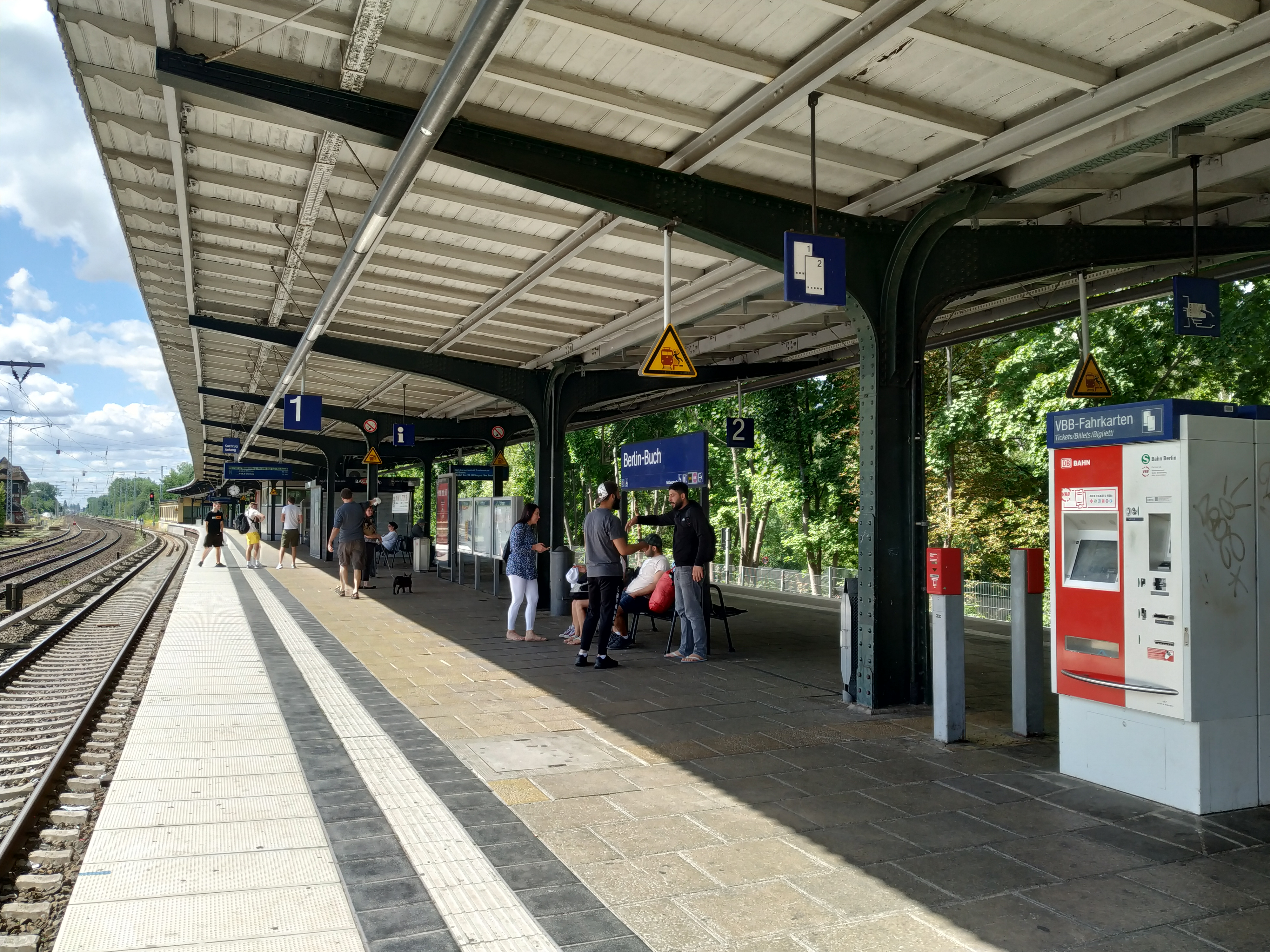
Bahnsteig

## Anlagen
Der Bahnhof besitzt einen Mittelbahnsteig, den die S-Bahn von beiden Seiten befährt. Auf der östlichen Seite befinden sich zwei Durchfahrtsgleise der Fernbahn. Der Bahnsteig verfügt über eine Überdachung, ein Aufsichtsgebäude und einen kleinen Imbissstand.
Der Bahnhof mit Empfangsgebäude, Treppenaufgang, Mittelbahnsteig, Eisenbahnbrücken und Stellwerk präsentiert sich weitgehend vollständig in seiner historischen Form und steht daher mit den genannten Bestandteilen unter Denkmalschutz.

## Anbindung
| Linie | Verlauf | Takt in der HVZ                                                     |
| ----- | --- | ------------------------------------------------------------------- |
|       | Bernau – Bernau-Friedenstal – Zepernick – Röntgental – Buch – Karow – Blankenburg – Pankow-Heinersdorf – Pankow – Bornholmer Straße – Gesundbrunnen – Humboldthain – Nordbahnhof – Oranienburger Straße – Friedrichstraße – Brandenburger Tor – Potsdamer Platz – Anhalter Bahnhof – Yorckstraße – Südkreuz – Priesterweg – Attilastraße – Marienfelde – Buckower Chaussee – Schichauweg – Lichtenrade – Mahlow – Blankenfelde | 10 min (Abschnitte Buch–Bernau und Lichtenrade–Blankenfelde 20 min) |

Außerdem bedienen die Buslinien 150, 158, 259 und 353 der BVG sowie die Buslinie 893 der Barnimer Busgesellschaft den Bahnhof.